# 852 Wladilena
852 Wladilena, asteroid glavnog pojasa. Otkrio ga je Sergej Beljavski, 2. travnja 1916.

## Vanjske poveznice
- Minor Planet Center